# Lophomyrtus bullata
Lophomyrtus bullata är en myrtenväxtart som beskrevs av Karl Ewald Maximilian Burret. Lophomyrtus bullata ingår i släktet Lophomyrtus och familjen myrtenväxter. Inga underarter finns listade i Catalogue of Life.

## Bildgalleri

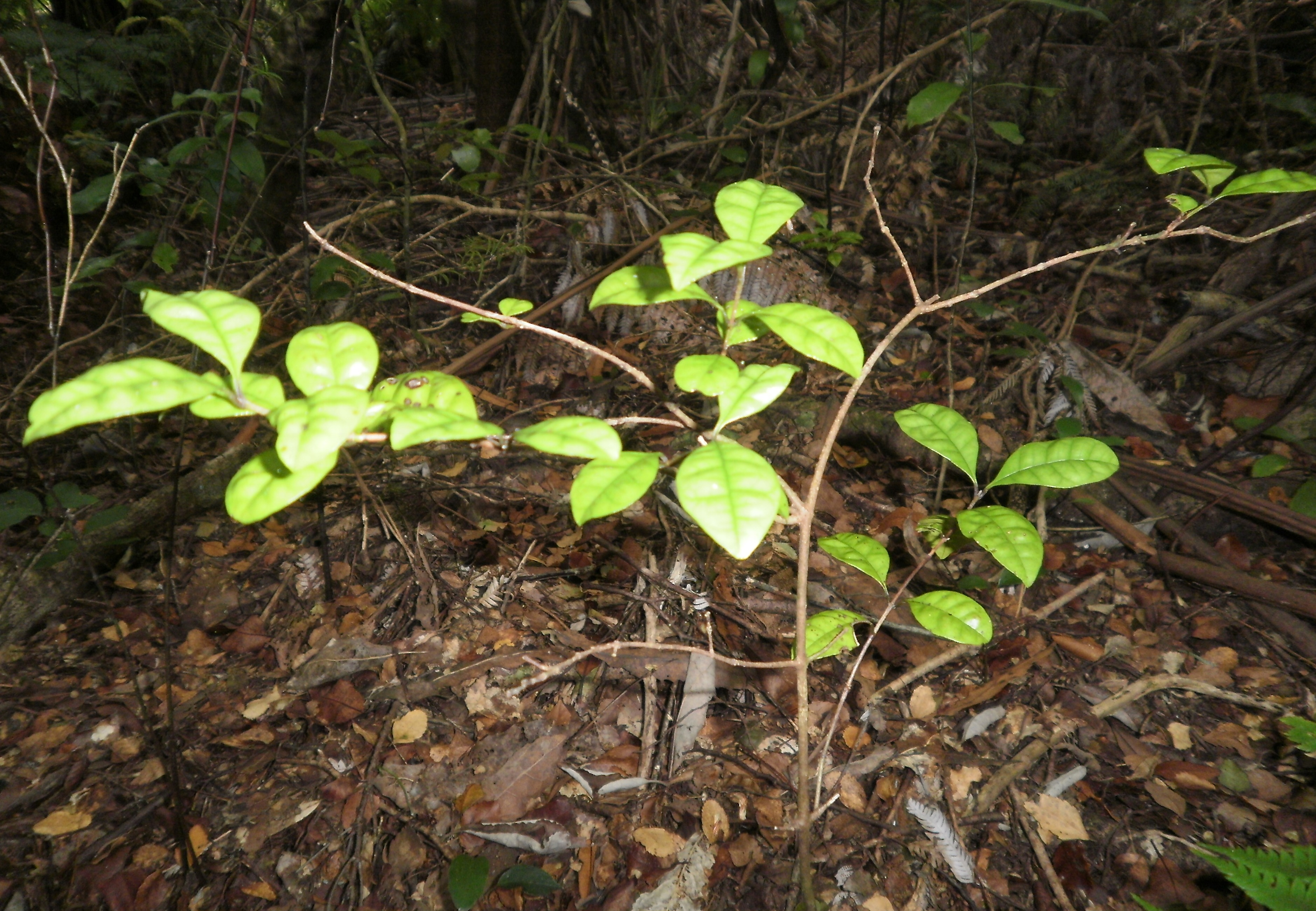